# Norton St Philip
Norton St Philip är en ort och civil parish i Storbritannien.   Den ligger i grevskapet Somerset och riksdelen England, i den södra delen av landet, 150 km väster om huvudstaden London. Norton St Philip ligger 117 meter över havet och antalet invånare är 858.
Terrängen runt Norton St Philip är platt.Runt Norton St Philip är det ganska tätbefolkat, med 239 invånare per kvadratkilometer. Närmaste större samhälle är Bath, 8,5 km norr om Norton St Philip. Trakten runt Norton St Philip består till största delen av jordbruksmark.